# David Owen (Dichter)

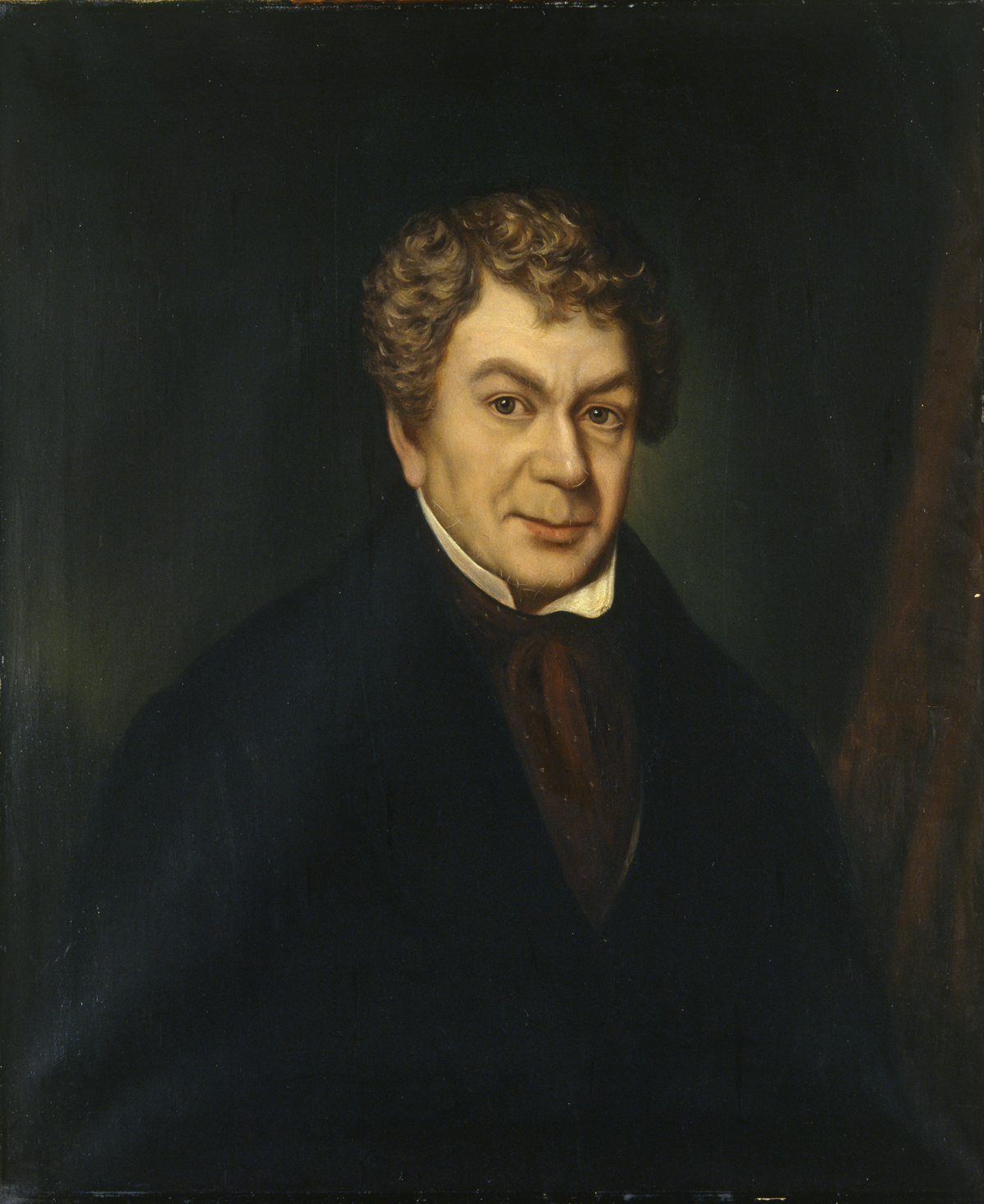
David Owen, Gemälde von William Roos, National Gallery of Wales

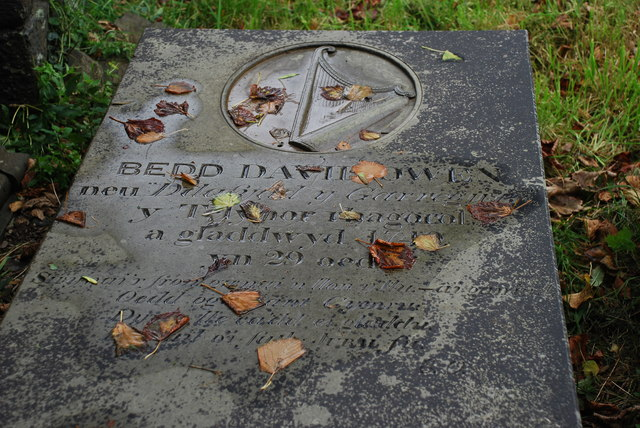
Owens Grab

David Owen (* Juni 1784 in Llanystumdwy, Gwynedd; † 17. Januar 1841 ebenda), besser bekannt als Dewi Wyn o Eifion [dɛui uɪn o ˈɛiwjɔn], war ein walisischer Landwirt und Dichter, der als einer der besten Barden seiner Zeit angesehen wurde.

## Leben
David Owen wurde auf der Farm Gaerwen in Llanystumdwy im Wahlbezirk Eifionydd als Sohn wohlhabender Bauern geboren und besuchte Privatschulen im nahe gelegenen Penmorfa sowie in Bangor-on-Dee. Den Großteil seines Lebens verbrachte er als Landwirt auf der elterlichen Farm. 1827 zog er nach Pwllheli, wo er zehn Jahre lang mit dem Dichter Robert Williams (walisisch Robert ap Gwilym Ddu) zusammenarbeitete. 1837 zog er wieder zurück nach Gaerwen, wo er bis zu seinem Tod lebte. Sein Grab befindet sich auf dem Kirchhof von Llangybi bei Pwllheli.

## Auszeichnungen
1805 gewann er mit seiner Ode an die Insel Großbritannien Molawd Ynys Prydain die Gwyneddigion-Medaille am Eisteddfod von Gwynedd und wurde dadurch schlagartig berühmt. 1811 gewann er das Eisteddfod von Tremadog mit einer Ode an die Landwirtschaft. Sein berühmtestes Werk ist die Ode Elusengarwch („Wohltätigkeit“), mit der er 1819 am Eisteddfod von Denbigh teilnahm, dort aber Edward Hughes unterlag. Owen akzeptierte diese Niederlage nie und nahm seitdem wesentlich seltener an Eisteddfodau teil. Sein letztes größeres Werk war ein episches Gedicht über die Menai-Brücke, das er 1835 publizierte.